# Henry VIII (telefilme)
Henry VIII é um telefilme britânico de 2003 dirigido por Pete Travis com roteiro escrito por Peter Morgan.
Estrelado por Ray Winstone em seu primeiro papel em um drama de época com Helena Bonham Carter como Anne Boleyn; sua personagem domina o primeiro episódio e sua morte dramática traz a primeira parte da história de sua celebração. David Suchet também faz uma aparição como o primeiro-ministro-chefe de Henry, o Cardeal Wolsey. O segundo episódio, segue os últimos 11 anos de vida de Henry, Emilia Fox surge como a terceira esposa Jane Seymour, Sean Bean como Robert Aske, líder da Peregrinação da Graça, e Emily Blunt como Catherine Howard, a adolescente promíscua que foi coagida a se tornar a quinta rainha de Henry.
O longa-metragem dividido em duas partes narra a vida do rei da Inglaterra Henrique VIII, a partir do fim de seu primeiro casamento com Catarina de Aragão até sua morte em 1547, na época em seu sexto casamento. O filme foi produzido pela Granada Television e a ITV com financiamento pela WGBH Boston, Powercorp e Australian Broadcasting Corporation.

## Enredo
“Henry VIII” tem como base a turbulenta trajetória do monarca mais controverso da história da Inglaterra e sua busca desesperada por um filho varão para sucedê-lo ao trono. O longa-metragem se distingue de seus similares pela maneira contrastante de amor e violência com que aborda os fatos, o que, por sua vez, atinge os contemporâneos com tal força de entusiasmo que é quase impossível desprender a atenção para a vivacidade da atuação dos personagens, suas paixões, vitórias e sofrimentos. “Uma vigem maravilhosa à Inglaterra do século XVI”.

## Elenco
- Ray Winstone... Henrique VIII
- Joss Ackland... Henry VII
- Sid Mitchell... Henry VIII (jovem)
- Charles Dance... Eduardo Stafford, 3.º Duque de Buckingham
- Mark Strong... Tomás Howard, 3.º Duque de Norfolk
- Assumpta Serna... Catarina de Aragão
- Thomas Lockyer... Eduardo Seymour, 1.º Duque de Somerset
- William Houston... Tomás Seymour, 1.º Barão Seymour de Sudeley
- David Suchet... Thomas Wolsey
- Danny Webb... Thomas Cromwell
- Scott Handy... Henry Percy, 6º Conde de Northumberland
- Helena Bonham Carter... Anne Boleyn
- Dominic Mafham... George Boleyn
- Benjamin Whitrow.... Tomás Bolena, 1.º Conde de Wiltshire
- John Higgins... Robert Barnes
- Michael Maloney... Thomas Cranmer
- Lara Belmont... Maria I de Inglaterra
- Emilia Fox... Joana Seymour
- Sean Bean... Robert Aske
- Joseph Morgan... Thomas Culpepper
- Marsha Fitzalan... Isabel Bolena, condessa de Wiltshire e Ormonde
- Terence Harvey... Stephen Gardiner
- Kelly Hunter... Lady Rochford
- Pia Girard... Ana de Cleves
- Emily Blunt... Catherine Howard
- Tom Turner... Francis Dereham
- Clare Holman... Catherine Parr
- Hugh Mitchell... Eduardo VI de Inglaterra
- David Gwillim... médico
- Derek Jacobi... narrador

## Prêmios
| Ano  | Prêmio                         | Categoria            | Indicado(a) | Resulto |
| ---- | ------------------------------ | -------------------- | ----------- | ------- |
| 2004 | 32nd International Emmy Awards | Telefilme/Minissérie | Henry VIII  | Venceu  |